# Luis Torralva
Luis Torralva Ponsa (Santiago, Chile; 13 de marzo de 1902-Buenos Aires, Argentina; 20 de mayo de 1985) fue el «mejor tenista chileno durante los años 1920» y escultor.

## Trayectoria deportiva
Compitió durante la era aficionada. Fue la «primera persona chilena en participar en el Torneo de Roland Garros», junto con su hermano Domingo, en el que disputó cuatro ediciones —1927 a 1929 y 1931—, siendo su mejor resultado la tercera ronda. Representó a Chile en el estreno en 1921 y los primeros años de la Copa Mitre —en la que fue campeón en 1923, siendo recibido por el presidente Arturo Alessandri en el Palacio de La Moneda en Santiago—, en los Juegos Olímpicos de 1924 (segunda ronda individual y en dobles), así como en la Copa Davis en su debut en el torneo, en 1928 y 1929 (primera ronda). De sus seis partidos en este último, ganó y cayó en tres.

## Trayectoria artística
Estudió en el Instituto Nacional General José Miguel Carrera en Santiago y se graduó de arquitecto en la Universidad de Chile en 1926. Como escultor, fue discípulo del francés Antoine Bourdelle en la ciudad de París en Francia entre 1926 y 1929. Se radicó en la ciudad de Buenos Aires en Argentina y en 1936 abrió un taller de escultura en el barrio de Belgrano.
Sus obras están en exposición permanente en Buenos Aires, como La Culpa en el Museo Nacional de Arte Decorativo, Ciervos en el Museo de Artes Plásticas Eduardo Sívori y El Ciego en el Museo de la Fundación Rómulo Raggio. En otras ciudades, El Beso en el Museo de Arte Contemporáneo Latinoamericano en La Plata, Chagrin en el Museo de Arte Contemporáneo de la Universidad Nacional del Litoral en Santa Fe, Laxitud en el Museo Fueguino de Arte en Río Grande, La Bella y la Bestia en el Museo de Bellas Artes Ramón Gómez Cornet en Santiago del Estero y Éxodo en el Museo Provincial de Bellas Artes Juan Yaparí en Posadas. Otras son Torquemada y Siddhartha.

### Exposiciones
- Beaux Arts, París, 1934.
- Galería Müller, Buenos Aires, 1937.
- Galería Witcomb, Buenos Aires, 1944.
- Galería Müller, Buenos Aires, 1949.
- Galería de Arte, Buenos Aires, 1975.
- Consejo Federal de Inversiones, Buenos Aires, 2012.[5]